# Sommer-Paralympics 2020/Teilnehmer (Burundi)
Burundi entsandte für die Paralympischen Spiele 2020 in Tokio (24. August bis 5. September 2021) zwei Athleten.
| stlisierte Goldmedaille | stlisierte Silbermedaille | stlisierte Bronzemedaille |
| ----------------------- | ------------------------- | ------------------------- |
| —                       | —                         | —                         |

## Teilnehmer

### Leichtathletik
| Athleten             | Klassifizierung | Wettbewerb | Vorlauf/Vorkampf | Vorlauf/Vorkampf | Halbfinale  | Halbfinale | Finale        | Finale        | Rang |
| Athleten             | Klassifizierung | Wettbewerb | Zeit/Weite       | Rang             | Zeit/Weite  | Rang       | Zeit/Weite    | Rang          | Rang |
| -------------------- | --------------- | ---------- | ---------------- | ---------------- | ----------- | ---------- | ------------- | ------------- | ---- |
| Frauen               |                 |            |                  |                  |             |            |               |               |      |
| Adéline Mushiranzigo | T47             | 400 m      | –                | –                | 1:16,84 min | 6.         | Ausgeschieden | Ausgeschieden | 12.  |
| Männer               |                 |            |                  |                  |             |            |               |               |      |
| Rémy Nikobimeze      | T46             | 1500 m     | –                | –                | –           | –          | 4:05,44       | 10.           | 10.  |